# OK-Supreme
OK-Supreme fou un fabricant de motocicletes britànic amb seu a Birmingham que tingué activitat entre 1899 i 1939. Les seves motocicletes de competició per a grasstrack varen continuar estant disponibles fins al 1946.

## Història
El 1882, Ernie Humphries i Charles Dawes van fundar "OK" com a empresa fabricant de bicicletes. Van experimentar amb bicicletes motoritzades el 1899 i el 1906, abans de fabricar una motocicleta amb motor Precision de dos temps el 1911.

### Dècada del 1910
Abans de la Primera Guerra Mundial, OK havia produït motocicletes amb motors Precision, De Dion, Minerva i Green. La seva primera participació al TT de l'illa de Man, el 1912, es va saldar amb un novè lloc i la major part de resultats, més aviat modestos, van arribar durant els anys següents, amb tres podis i 34 curses acabades.

### Període d'entreguerres
Després de la guerra, OK va produir un motor propi de dos temps de 292 cc, però també va produir models amb motors Blackburne (250 i 350 cc, sv i ohv), Bradshaw (348 cc refrigerats per oli) i JAP (de 246 a 496 cc).

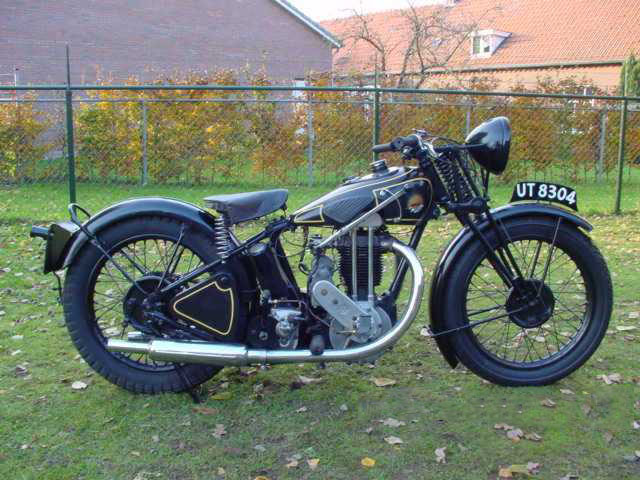
OK-Supreme 500 cc de 1930

Les versions de curses amb motor JAP van reeixir durant la dècada del 1920 i, des d'aleshores, la firma va recórrer cada cop més a aquesta marca de motors per a les seves motocicletes que no en duien dels propis OK. Fins i tot n'hi havia un model de 348 cc OHC.
Al TT de l'illa de Man de 1922, les OK-Supreme es van situar en la sisena i la setena posició, a més de la volta ràpida que hi aconseguí Wal Handley (tot i que no va poder acabar la cursa) a una velocitat de 82 km/h. Frank Longman va ser l'únic guanyador del TT amb una OK, concretament a la classe Lightweight de 1928 amb un model amb motor JAP. El 1926, Charles Dawes se'n va anar de l'empresa per a crear Dawes Cycles (una marca de bicicletes) i el 1927, es va canviar el nom de la companyia per OK-Supreme.
El 1928, Humphries va comprar la fallida HRD per a poder-ne aprofitar la fàbrica i les eines i li vengué la resta, inclòs el nom, a Phil Vincent, qui va convertir aquella marca en Vincent Motorcycles.
Al TT de 1930 hi va debutar un nou model de 250 cc amb les lleves encaixades a la torre vertical (la petita finestra d'inspecció que permetia veure si arribava oli a les lleves li valgué el nom de Lighthouse, "Far"). La moto va batre el rècord de volta ràpida amb arrencada des de zero. Se'n va habilitar una versió de carretera l'any següent, però la Gran Depressió la va fer inviable i la darrera Lighthouse es va completar a començaments de 1933. Només estava disponible amb motor de 250 cc, tot i que se'n van construir un grapat de 350 experimentals. El 1934, es va presentar al saló Olympia una altra OK OHC. Disponible en versió de carretera, trial i velocitat i en cilindrades de 250 i 350 cc, va continuar en producció fins a començaments de 1939.

### Postguerra
Després de la Segona Guerra Mundial i fins a la seva mort el 1946, John Humphries, fill del fundador Ernie Humphries, va seguir oferint una OK-Supreme amb motor JAP per a grasstrack.